# Калдахуара
Калдахуа́ра (абх. Калдахәара; груз. კალდახვარა) — село в Абхазии, в Гудаутском районе частично признанной Республики Абхазия, согласно административному делению Грузии — в Гудаутском муниципалитете Абхазской Автономной Республики. До 1992 года село называлось Калдахвара, название используется правительством Грузии и по сей день. Расположено к северо-западу от райцентра Гудаута в предгорной полосе у подножья Бзыбского хребта.
В административном отношении село является административным центром Калдахуарской сельской администрации (абх. Калдахәара ақыҭа ахадара), в прошлом Калдахварского сельсовета. По территории села проходит основное шоссе Абхазии.

## Географическое положение

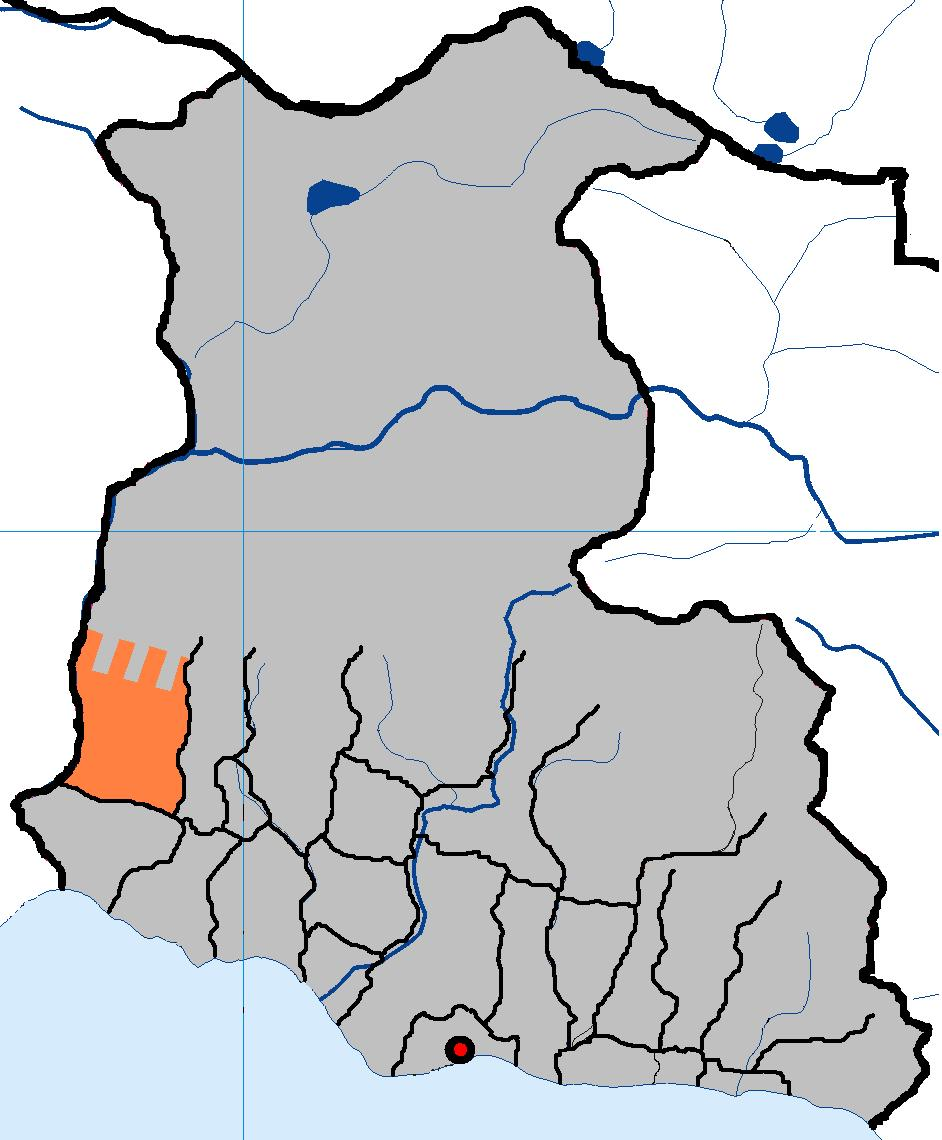
Расположение села Каладхуара

На севере границей Калдахуары служит Бзыбский хребет, на востоке Калдахуара граничит с селом Блабырхуа, на юге — с селом Амжикухуа, на западе — по реке Бзыбь с Гагрским районом/Гагрским муниципалитетом.
Село (администрация) Калдахуара исторически включает 5 посёлков (абх. аҳабла):
- Ампараа Рху
- Ахуаджа
- Аджапхуны
- Аджаху
- Калдахуара Агу (собственно Калдахуара)

Территория Калдахуары в прошлом была гораздо обширнее нынешней. В конце XIX века село включало как левобережье реки Бзыбь вместе с нынешним селом Амжикухуа (эту территорию местные жители именовали «Калдахәара ҩырцә», то есть правосторонняя Калдахуара), так и правобережье — нынешнее село Бзыпта («Калдахәара лырцә», то есть западно-заречная Калдахуара).

## Население
По данным переписи 1959 года в селе Калдахвара жило 233 человек, в основном абхазы и русские (в Калдахварском сельсовете в целом — 1217 человек, в основном абхазы). По данным переписи 1989 года население Калдахварского сельсовета составило 1168 человек, в том числе села Калдахвара — 266 человек, в основном армяне и абхазы. По данным переписи 2011 года численность населения сельского поселения (сельской администрации) Калдахуара составила 843 жителя, из них 94,0 % — абхазы (792 человека), 1,7 % — русские (14 человек), 1,5 % — грузины (13 человек), 1,2 % — греки (10 человек), 0,2 % — армяне (2 человека), 0,1 % — украинцы (1 человек), 1,3 % — другие (11 человек).
По данным переписи населения 1886 года в селении Калдахуара проживало православных христиан — 723 чел., мусульман-суннитов — 423 чел. По сословному делению в Калдахуаре имелось 45 князей, 15 дворян, 7 представителей православного духовенства, 1079 крестьян. Представителей «городских» сословий в Калдахуаре не проживало.
| Год переписи | Число жителей | Этнический состав                                                |
| ------------ | ------------- | ---------------------------------------------------------------- |
| 1886         | 1146          | абхазы 98,7 %; грузины 1,3 %                                     |
| 1926         | 654           | абхазы 91,7 %; русские 5,4 %; грузины 2,9 %                      |
| 1959         | 1217          | абхазы (нет точных данных)                                       |
| 1989         | 1168          | абхазы (нет точных данных)                                       |
| 2011         | 843           | абхазы (94,0 %), русские (1,7 %), грузины (1,5 %), греки (1,2 %) |

## Интересные факты
Село Калдахуара сильно пострадало от мухаджирства. Большинство выселенных калдахуарцев осело на северо-западе нынешней Турции — в современном иле Сакарья (район Акъязы), где ими было основано селение, названное в честь родного села в Абхазии — Калдахуара. Официальное турецкое название села — Бычкыдере (тур. Bıçkıdere). По данным на 2000 год, в селе проживало 325 человек.